# Gonomyia subanxia
Gonomyia subanxia är en tvåvingeart som beskrevs av Alexander 1937. Gonomyia subanxia ingår i släktet Gonomyia och familjen småharkrankar. Inga underarter finns listade i Catalogue of Life.